# Pai Mu Tan
El Pai Mu Tan o Bai Mu Dan o Baimudan és un te blanc xinès, fet a partir d'una planta amb un brot de fulla i dues fulles joves immediates (proporció d'un brot i dues fulles) de la planta Camellia sinensis, és una versió més barata del Yinzhen amb menys brots i més fulla, i que es produeix a la primavera. És considerat un dels millors tes blancs. El te es desenvolupa normalment a les muntanyes de la província de Fujian a la Xina a partir del Da Bai o arbres de te Blancs Grans.
Del te blanc només es recullen els brots, abans que s'obrin a la primavera, ja que és en aquell moment quan tota l'energia i els nutrients de la planta es concentren en els brots. Després de ser recollits a mà, es deixen assecar a l'aire lliure, sobre draps de seda, per tal que s'evapori l'aigua i es mantinguin així totes les seves propietats.
El seu color és d'un verd pàl·lid amb un finíssim borrissol blanc d'on treu el seu nom. Conté poca teïna, aproximadament la meitat que el te verd. De sabor suau i aromàtic.

## Producció i processament
La família de varietats de te utilitzades per produir Bai Mudan són la varietat "Da Bai" (大白). A l'est de Fujian, s'utilitza el conreu Fuding Da Bai. Al nord de Fujian, s'utilitza el cultivar Zhenghe Da Bai. Les diferències en la planta produeixen dos estils diferents de Bai Mudan: la varietat Fuding i la varietat Zhenghe.
El Bai Mudan genuí és un te blanc; per tant, es tracta d'un te lleugerament oxidat. Les pells es marceixen pel sol durant un període prolongat i després s'amunteguen breument per a l'oxidació, durant la qual els enzims de les fulles de te interactuen amb altres components. per formar nous materials que donen com a resultat el gust final i el caràcter aromàtic del te. Depenent de la climatologia, les condicions de l'arrancament i els requisits d'estil gustatiu dels productes acabats, el sol pot durar entre 1 i 3 dies i l'apilament entre mitja i 3 hores.